# Уличный комитет (КНР)
Уличный комитет (кит. трад. 街道, пиньинь jiēdào) — административно-территориальная единица  четвёртого, низшего уровня административного деления Китайской Народной Республики. Их число: 7194. Является одной из форм волостного уровня деления которая, как правило, часть большого городского района в отличие от отдельных городов окруженных сельской местностью или от сельских волостей известных как сян (乡). В общем городские районы делятся на уличные комитеты, а уличные комитеты делится на несколько микрорайонов или соседств, а также на группу сельских жителей (居民区/居住区, 小区/社区,村民小组).

## Статистика
| Численность уличных комитетов |       |
| Год | Число |
| 1986 | 5718  |
| 1994 | 5372  |
| 1995 | 5596  |
| 1996 | 5565  |
| 2000 | 5902  |
| 2001 | 5972  |
| 2002 | 5516  |
| 2003 | 5751  |
| 2004 | 59041 |
| Примечание ：Данные взяты из "Статистического отчета о развитии предприятий по гражданским делам" Министерства по гражданским делам.Общее количество уличных комитетов в брошюре за 2005 год составляет 5829. |       |